# Mafra (Portugal)
Pour les articles homonymes, voir Mafra.
Mafra est une localité portugaise située à 28 km au nord-ouest du centre de Lisbonne. Ville touristique, elle compte 11 000 habitants (en 2002).

## Palais national de Mafra

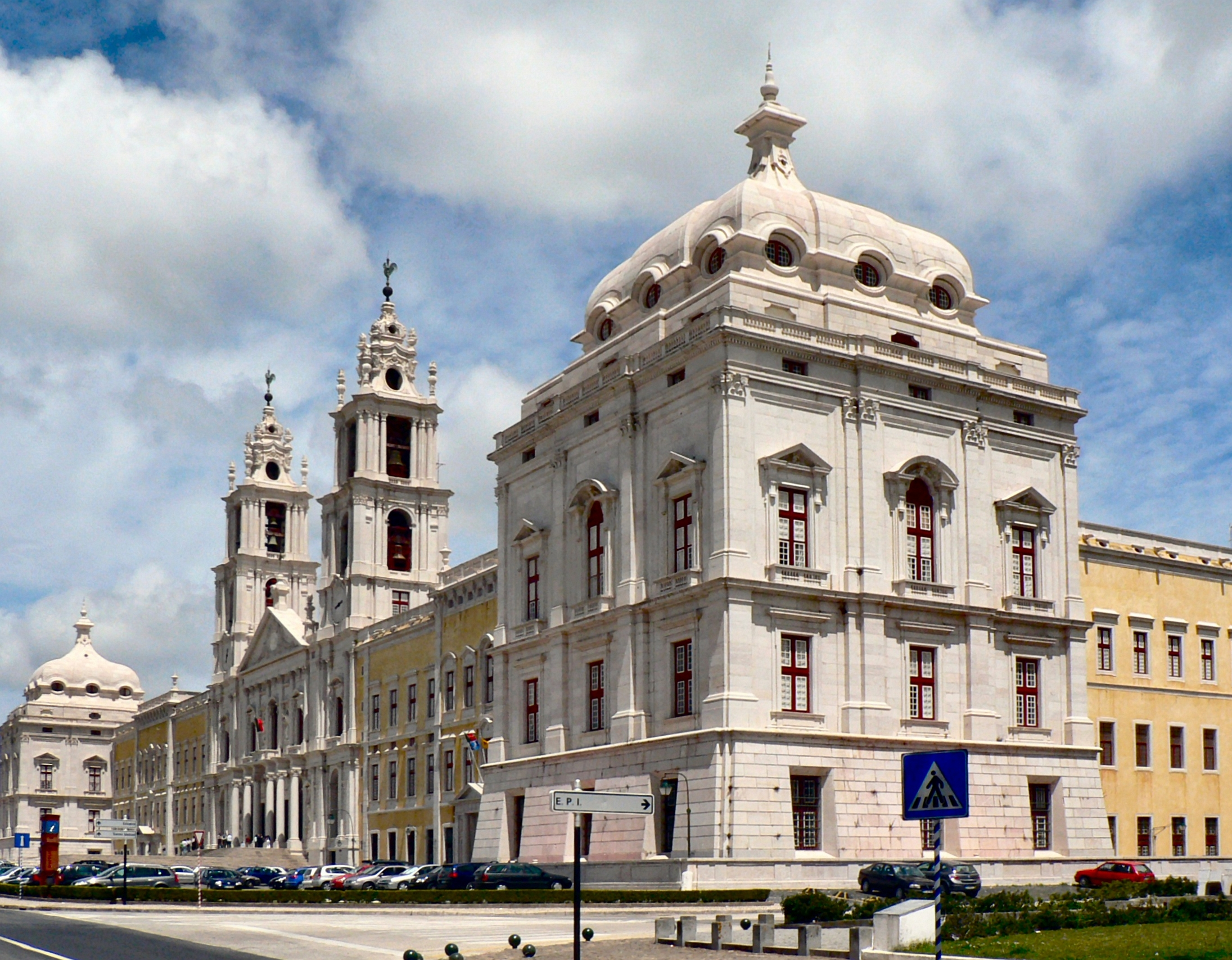
Le Palais national de Mafra, façade principale

Mafra est réputée pour l'immense Palais national de Mafra, couvent franciscain d'architecture baroque et néo-classique italianisant, dont on dit qu'il devait rivaliser par ses dimensions avec le palais de l'Escurial en Espagne, mais constituait aussi un défi à la puissance de Rome en imitant la résidence du Pape. Il fut édifié par le roi Jean V de Portugal, à la suite d'un vœu fait en 1711 pour que la reine Marie-Anne d'Autriche lui donne une descendance. La naissance de la princesse Barbara de Braganza donna le signal de la construction.
La présence de nombreux artistes étrangers à Mafra permet à Jean V de Portugal d'y fonder une école de sculpture ; son premier directeur est l'italien Alexandre Giusti. Parmi les professeurs se trouvent José Almeida, Jean Antoine de Padoue, qui sculpta les principales statues de la cathédrale d'Évora, et surtout Joaquim Machado de Castro (1731-1822), qui œuvra à Lisbonne.
Le palais de Mafra a inspiré en 1987 l'écrivain portugais José Saramago, prix Nobel, pour son roman Le Dieu manchot (titre original Memorial do Convento, titre anglais Baltasar and Blimunda) dont l'action se déroule en grande partie lors de la construction du palais.

## Traditions
- Processions du Carême de Mafra.

## Jumelages
Fréhel (France).

## Personnalités
- Manuel Mafra (1831-1905), céramiste, est né à Mafra.